# Гарнетт, Ричард Брук
Ричард Брук Гарнетт (англ. Richard Brooke Garnett; 21 ноября 1817 — 3 июля 1863) — кадровый офицер армии США и генерал армии Конфедерации во время Гражданской войны в США. Погиб в битве при Геттисберге, во время атаки Пикетта при невыясненных обстоятельствах. Достоверных портретов генерала к настоящему времени не сохранилось.

## Ранние годы
Гарнетт родился в округе Эссекс, Виргиния. Он был сыном Вильяма Генри Гарнетта и Анны-Марии Брук. У него был брат-близнец Уильям, который умер в Норфолке в 1855 году. Он приходился двоюродным братом Роберту Селдену Гарнетту, также генералу Конфедерации, который известен тем, что стал первым генералом, погибшим в гражданской войне. Оба брата окончили Военную академию в выпуске 1841 года, причем Ричард стал 29-м в классе, а Уильям 27-м из 52 кадетов. В одном классе с ним учились Джон Рейнольдс и Дон Карлос Бьюэлл.
Ричард был направлен в 6-й пехотный полк во временном звании второго лейтенанта. Он служил на многих должностях во Флориде, сражался с семинолами, командовал фортом Лорами на Западе и участвовал в мормонских войнах.
Во время мексиканской войны он служил в штабе в Новом Орлеане и 16 февраля 1847 года был повышен до лейтенанта. 9 мая 1855 года он был повышен до капитана и служил в Калифорнии, где узнал о начале гражданской войны. Гарнетт был сторонником единства Союза, но тем не менее вернулся в Вирджинию, чтобы сражаться за свой родной штат и за Конфедерацию.

## Гражданская война
17 мая 1861 года Гарнет уволился из рядов армии США и вступил в ряды армии Конфедерации. В мае он стал майором артиллерии, а 31 августа — подполковником в джорджианском «легионе Кобба». 14 ноября 1861 года он получил повышение до бригадного генерала и стал командиром 1-й бригады потомакской армии в долине Шенандоа. Эта бригада была сформирована Джексоном «Каменная стена» и называлась «Бригада каменной стены». Джексон же теперь командовал всеми войсками в долине Шенандоа.
В январе 1862 года Гарнетт командовал своей бригадой во время похода на Ромни. В это время, 2 января, случился его первый конфликт с генералом Джексоном. Гарнетт видел, что Бригада Каменной Стены ничего не ела уже два дня, поэтому распорядился накормить людей, как только подошли обозы. Джексон заявил Гарнетту, что сейчас нет времени на еду. Гарнетт ответил, что без еды бригаде невозможно продолжать марш. «При мне для этой бригады не было ничего невозможного», ответил Джексон и приказал вернуть бригаду в боевое состояние. После взятия Бата и обстрел Хэнкока генерал Джексон встал лагерем в Ангерс-Стор, чтобы перековать лошадей. Здесь Джексон провёл небольшие кадровые перестановки в армии а так же запросил военный департамент присвоить генеральское звание Сету Бартону и поручить ему Бригаду Каменной Стены. Он написал, что Гарнетт не умеет обращаться с бригадой в лагере и на марше, поэтому едва ли сможет грамотно управлять ею в бою. Но так как Джексон не предоставил конкретных примеров неправильного поведения Гарнетта, военный департамент не утвердил его запрос.
В 1862 году, во время кампании в долине Шенандоа, произошло сражение при Кернстауне, которое серьёзно испортило карьеру Гарнетту. Джексон старался уничтожить федеральный отряд Натаниэля Бэнкса — 23 марта он получил ложные разведданные, согласно которым федеральная дивизия генерала Джеймса Шилдса насчитывает всего 4 полка. Гарнетту и его бригаде было приказано атаковать. Однако Шилдс располагал полной пехотной дивизией численностью 9000 человек, что вдвое превосходило отряд Джексона. Атака не удалась, бригада была атакована с трех сторон, и Гарнетт приказал отойти. Разъярённый Джексон обвинил Гарнетта в невыполнении приказа — имелось в виду, что тот не должен был отступать без распоряжения Джексона. 25 марта Гарнетт был заменён на посту командующего бригадным генералом Чарльзом Уиндером, а 1 апреля по личному распоряжению Джексона арестован.
Перед самым началом Семидневной битвы генерал Ли приостановил арест и временно направил Гарнетта в распоряжение Дэниеля Хилла. Когда сражения закончились, дело снова потребовало следствия, но как только было принято решение о расследовании, Джексона направили в Северную Вирджинию, поэтому слушания по делу Гарнетта начались 6 августа в штабе генерала Юэлла около Либерти-Миллс. Джексон обвинил Гарнетта в том, что тот разделил свой отряд, не смог поддержать в нём порядок и в том, что отступил без приказа. В ответ Гарнетт утверждал, что Джексон не делился с ним планами своими замыслами относительно хода сражения. Уже 7 августа следствие было остановлено ввиду необходимости наступления; в тот же день дивизия выступила на Оринж.
Ли приказал Джексону освободить Гарнетта из-под ареста и поручил ему командовать сильно потрёпанной бригадой Пикетта из I-го корпуса Лонгстрита. Бригада состояла из пяти полков:
- 8-й Вирджинский пехотный полк: полк. Эппа Хантон
- 18-й Вирджинский пехотный полк: майор Джордж Кэбелл
- 19-й Вирджинский пехотный полк: лейт. Уильям Вуд
- 28-й Вирджинский пехотный полк: кап. Уильям Уингфилд
- 56-й Вирджинский пехотный полк: кап. Джон Макфэйл

«Он не был человеком выдающихся умственных способностей, — вспоминал потом полковник 8-го вирджинского, — но был одним из самых благородных и храбрых людей, что я знал».
Гарнетт вполне умело командовал бригадой в сражении при Энтитеме, после чего 26 ноября она была окончательно передана в его руки, а Пикетт был повышен до командира дивизии. В декабре Гарнетт принял участие в битве при Фредериксберге. Как и многие командиры корпуса Лонгстрита, он не принимал участия в Чанселорсвильском сражении, находясь в Суффолке.
Генерал Джексон был тяжело ранен у Чанселорсвилла и умер через несколько дней. После его смерти Гарнетт вернулся в Ричмонд, куда было перевезено тело генерала. Несмотря на разногласия, Гарнетт не держал на него зла и, как было замечено, плакал возле его гроба. Он лично нёс гроб генерала вместе с Лонгстритом, Юэллом и другими.

## Геттисберг
К моменту начала сражения при Геттисберге бригада Гарнетта занималась охраной коммуникаций вместе со всей дивизией Пикетта и прибыла на поле боя только в полдень 2 июля. Бригада пропустила первые два дня сражения. 3 июля дивизия Пикетта была привлечена к крупной атаке на центр федеральных позиций. Бригада Гарнетта стояла в первой линии дивизии, на левом фланге. Гарнетт с трудом смог возглавить атаку — он страдал от лихорадки, а незадолго до этого упал с лошади, повредил ногу и совсем не мог ходить. Однако ему не давало покоя его «преступление» под Кернстауном, и отсроченный военный трибунал. Несмотря на протесты офицеров (и запрет Пикетта), он лично возглавил атаку верхом на лошади, став отличной мишенью для федеральных стрелков.
Перед наступлением Гарнетт обсуждал предстоящую атаку с Льюисом Армистедом. Вроде бы Гарнетт сказал: «Это будет отчаянная попытка», на что Армистед ответил: «Мясорубка будет страшная».
Гарнетт смог подойти на 20 ярдов (18 метров) к каменной стене, после чего его уже никто не видел. Возможно, его тело было иссечено картечью до неузнаваемости. О его смерти узнали только тогда, когда его конь Красный глаз вернулся на Семинарский хребет без наездника. Гарнетт стал одним из 17-ти генералов, погибших в этом сражении.

## В кино и литературе
Американский актёр Эндрю Прайн играл Гарнетта в фильме «Геттисберг», снятому по книге Шаара «Ангелы-убийцы». Он же играл эту роль в фильме «Боги и генералы» в 2003 году.